# Олимпийска ривиера
Олимпийска ривиера е популярно наименование на поредица пясъчни плажове, с източно изложение, в ном Пиерия, с център Катерини, Гърция. 